# Герц, Елена Васильевна
Еле́на Васи́льевна Герц (1914 - 2004) —  доктор технических наук, профессор, специалист в области теории пневматических систем.  

## Биография
Младший научный сотрудник (1943) ИМАШ АН СССР. К.т.н. (1954), д.т.н. (1966). Ученица академика Артоболевского И.И.
Преподавала ТММ в МАИ и ВЗПИ (1957-60).  

## Основные достижения
Научная работа посвящена теории пневмо- и гидроприводов.  Руководила работами по расчету новых типов высокоскоростных, позиционных и вращательных пневмоприводов. Разработала теорию пневмосистем с распределенными параметрами.
Подготовила 15 кандидатов и 2 доктора технических наук.  
Организатор издания (1973) и ответственный редактор научного сборника «Пневматика и гидравлика», основатель одноименного Всесоюзного семинара.  
Опубликовала более 170 научных статей и 8 монографий.  

## Основные труды
- Герц Е. В. Теория и расчет силовых пневматических устройств / Е. В. Герц, Г. В. Крейнин. – Изд. АН ССР, 1960. – 177 с.
- Герц Е. В. Динамика пневматических приводов машин-автоматов. / Е. В. Герц, Г. В. Крейнин. – М.: Машиностроение, 1964. –  234 с.
- Герц Е. В. Синтез пневматических приводов / Е. В. Герц, В. П. Зенченко, Г. В. Крейнин. – М.: Машиностроение, 1966. –  211 с.
- Герц Е. В. Пневматические приводы. Теория и расчет / Е. В. Герц. – М.: Машиностроение, 1969. – 359 с.
- Герц Е. В. Расчет пневмоприводов. / Е. В. Герц, Г. В. Крейнин. М.: Машиностроение, 1975. –  272 с.
- Пневматические устройства и системы в машиностроении. Справочник. / Е.В. Герц, А.И. Кудрявцев, О.В. Ложкин и др; под общ. ред. Е.В. Герц. – М.: Машиностроение, 1981. – 408 с.
- Герц Е. В. Динамика пневматических систем машин / Е. В. Герц. – М.: Машиностроение, 1985. – 256 с.